# 領家 (暴力団)
領家一家（りょうけいっか）は、埼玉県川口市に本拠を置く博徒系暴力団で、指定暴力団・住吉会の二次団体。

## 歴史
幕末の侠客、「勘清」こと小島清次郎が領家一家を結成。五代目の頃、住吉会に加入。

## 歴代総長
- 初代 - 小島 清次郎（勘清）
- 二代目 - 三ノ輪 幸蔵
- 三代目 - 阿部乙吉
- 四代目 - 牛込仁助
- 五代目 - 間島輝雄
- 六代目 - 斎田 宏
- 七代目 - 高瀬 輝明

## 最高幹部
- 総長 - 高瀬輝明（住吉会埼玉地区統括長）